# Марсель Геллер
Марсель Геллер (нім. Marcel Heller, нар. 12 лютого 1986, Фрехен, Німеччина) — німецький футболіст, що грає на позиції півзахисника.

## Клубна кар'єра
Станом на 2016 рік:
| Клуб             | Клуб                  | Клуб             | Ліга | Ліга | Кубок | Кубок | Загалом | Загалом |
| Сезон            | Клуб                  | Ліга             | Ігри | Голи | Ігри  | Голи  | Ігри    | Голи    |
| Німеччина        | Німеччина             | Німеччина        | Ліга | Ліга | Кубок | Кубок | Загалом | Загалом |
| ---------------- | --------------------- | ---------------- | ---- | ---- | ----- | ----- | ------- | ------- |
| 2004–05          | «Боннер»              | Регіональна ліга | 2    | 1    | 0     | 0     | 2       | 1       |
| 2005-06          | «Алеменія Аахен 2»    | Бундесліга 3     | 32   | 16   | —     | 0     | 32      | 16      |
| 2010–13          | «Штутгартер Кікерс»   | Бундесліга 2     | 104  | 11   | 0     | 0     | 104     | 11      |
| 2008–10          | «Дурлах»              | Бундесліга 3     | 44   | 5    | 0     | 0     | 44      | 4       |
| 2010             | «Штутгартер Кікерс 2» | Бундесліга 3     | 4    | 1    | —     | 0     | 4       | 1       |
| 2010–13          | «Штутгартер Кікерс»   | Бундесліга 2     | 104  | 11   | 0     | 0     | 104     | 11      |
| 2013–            | «Дармштадт 98»        | Бундесліга       | 95   | 7    | 0     | 0     | 95      | 7       |
| Загалом          | Німеччина             | Німеччина        | 247  | 24   | 0     | 0     | 247     | 24      |
| За всієї кар'єри | За всієї кар'єри      | За всієї кар'єри | 247  | 24   | 0     | 0     | 247     | 24      |